# Superman Returns
Superman Returns är en amerikansk science fiction-action-äventyr som hade biopremiär i USA den 28 juni 2006, baserad på DC Comics karaktär Stålmannen. Filmen är regisserad av Bryan Singer. Brandon Routh spelar huvudrollen som Clark Kent / Stålmannen. Lois Lane, en reporter på Daily Planet spelas av Kate Bosworth och Kevin Spacey har rollen som Lex Luthor, en superskurk och ärkefiende till Stålmannen. Filmen hade Sverigepremiär den 28 juli 2006.

## Handling
Efter flera år av oförklarlig frånvaro återvänder Stålmannen tillbaka till Jorden. Medan en gammal ärkefiende planerar att oskadliggöra hans krafter en gång för alla, får Stålmannen bittert erfara att kvinnan han älskar, Lois Lane, har gått vidare med sitt liv, skaffat pojkvän, blivit mamma och vunnit Pulitzerpriset med artikeln "Därför behöver inte världen Stålmannen". Samtidigt som Stålmannen försöker vinna tillbaka henne försöker han finna sig själv tillrätta i samhället som har lärt sig att leva utan honom. I ett försök att försvara världen han älskar från katastrofal förstörelse, inleder Stålmannen ett räddningsuppdrag som tar honom från havets djup till yttre rymden.

## Om filmen
Regisserad av Bryan Singer (X-Men och X-Men 2), men var från början tänkt att regisseras av Brett Ratner, som ironiskt nog istället gjorde X-Men 3.
Filmen är inspelad på ett flertal ställen i New South Wales i Australien samt i New York i USA.

## Ny film
Då filmen inte mottogs som väntat har någon uppföljare till filmen inte gjorts. I stället valde studion att börja om på nytt genom en reboot. Detta skedde när filmen Man of Steel fick premiär 2013 och skapade en ny filmserie.

## Rollista (i urval)
- Brandon Routh - Clark Kent/Stålmannen
- Kate Bosworth - Lois Lane
- Kevin Spacey - Lex Luthor
- James Marsden - Richard White
- Parker Posey - Kitty Kowalski
- Frank Langella - Perry White
- Sam Huntington - Jimmy Olsen
- Eva Marie Saint - Martha Kent
- Marlon Brando - Jor-El
- Kal Penn - Stanford
- Tristan Lake Leabu - Jason White
- David Fabrizio - Brutus
- Ian Roberts - Riley
- Vincent Stone - Grant

### Fotnoter
1. 1 2  ”Superman Returns (2006)”. Box Office Mojo. http://www.boxofficemojo.com/movies/?id=superman06.htm. Läst 28 juni 2006.
2. ↑  ”Superman Returns”. Svensk filmdatabas. 28 juli 2006. http://www.sfi.se/sv/svensk-filmdatabas/Item/?type=MOVIE&itemid=63304. Läst 9 september 2016.